# 角宮悦子
角宮 悦子（つのみや えつこ、1936年3月3日 - 2016年3月22日）は歌人。歌誌「はな」代表。旧姓は石塚。

## 経歴
北海道網走郡網走町（現在の網走市）生まれ。父は当時、網走中学校（現在の北海道網走南ヶ丘高等学校）の漢文教師であった。3歳で長野県松本市、5歳で茨城県水戸市に移住。8歳のときに父が村松陸軍通信兵学校の陸軍教官となったため新潟県中蒲原郡村松町（現在の五泉市）に移住する。終戦後は父の故郷である茨城県結城郡に住む。茨城県立水海道第一高等学校、大東文化大学日本文学部卒業。
父の影響により10代の頃から、短歌、俳句、詩を作り始める。1958年、歌誌「一路」に入会、山下陸奥に師事。東京都の豊南高等学校に勤務する。1959年、作品「少女期以後」にて、第2回短歌研究新人賞候補。1967年、「一路」を退会して「詩歌」に入会、前田透に師事。1970年、第6回前田夕暮賞受賞。1972年より横浜市に移住。1974年、血と性の呪縛を確かめることをテーマとした第一歌集『ある緩徐調』を刊行。1981年、横浜歌人会に入会。後に運営委員、副会長を務める。
1984年、前田透の逝去によって「詩歌」が廃刊となり、「はな」を創刊。1997年、草柳繁一を囲み、「独楽の会」発足。
2016年3月22日、膵臓癌のため死去。

## 著書
- 歌集『ある緩徐調』 短歌新聞社、1974年

歌集『ある緩徐調』 現代短歌社〈第1歌集文庫〉、2014年
- 歌集『銀の梯子』 角川書店、1979年
- 歌集『はな』 短歌新聞社〈昭和歌人集成24〉、1986年
- 歌集『白萩太夫』 短歌新聞社〈現代女流短歌全集69〉、2003年